# Горський Ізвор (Хасковська область)
Го́рський І́звор (болг. Горски извор) — село в Хасковській області Болгарії. Входить до складу общини Димитровград.

## Населення
За даними перепису населення 2011 року у селі проживали 1366 осіб.
Національний склад населення села:
| Національність   | Кількість осіб | Відсоток |
| ---------------- | -------------- | -------- |
| болгари          | 1215           | 90,6%    |
| цигани           | 47             | 3,5%     |
| турки            | 3              | 0,2%     |
| інша             | 3              | 0,2%     |
| не визначились   | 73             | 5,4%     |
| Всього відповіли | 1341           |          |

Розподіл населення за віком у 2011 році:
Динаміка населення: